# Abrachyglossum cockerelli
Abrachyglossum cockerelli är en tvåvingeart som beskrevs av Camras 1960. Abrachyglossum cockerelli ingår i släktet Abrachyglossum och familjen stekelflugor. Inga underarter finns listade i Catalogue of Life.